# Kentaro Kakoi
Kentaro Kakoi (født 23. april 1991) er en japansk fodboldspiller, som spiller for den japanske fodboldklub Cerezo Osaka.